# 李體
李體（1506年—？），字仲全，直隸大名府開州長垣縣人，民籍，明朝政治人物。

## 生平
嘉靖十年（1531年）辛卯科順天府鄉試第一百二十四名舉人。嘉靖二十九年（1550年）中式庚戌科會試第一百八十四名，三甲第一百九十名進士。

## 家族
曾祖李榮；祖父李泰；父李塤，訓導。母陳氏。永感下。